# Edith Zimmermann
Pour les articles homonymes, voir Zimmermann.
Edith Zimmerman, née le 1er novembre 1941 à Lech am Arlberg, est une ancienne skieuse alpine autrichienne et était membre du Ski Club de l'Arlberg.

## Palmarès

### Jeux olympiques d'hiver
| Épreuve / Édition | Descente | Slalom géant | Slalom |
| JO 1964 Innsbruck | Argent   | 6e           | 5e     |

### Championnats du monde
| Épreuve / Édition | Descente | Slalom géant | Slalom | Combiné |
| JO 1964 Innsbruck | Argent   | 6e           | 5e     | Bronze  |

### Arlberg-Kandahar
- Vainqueur du géant 1964 à Garmisch